# 陣馬の湯
陣馬の湯（じんばのゆ）は、神奈川県相模原市緑区吉野（旧国相模国）にある温泉。

## 温泉街
宿は、陣谷温泉、陣渓園の2軒ある（姫谷旅館は2017年に廃業）。休日は陣馬山からのハイカーの利用が多い。

## アクセス
- 車: 相模湖インターチェンジより15分
- 鉄道: 藤野駅より徒歩約45分。宿の送迎バスあり